# Caso Spinumviva
El caso Spinumviva se refiere a  un escándalo político desencadenado en Portugal el 20 de febrero de 2025 a partir de las acusaciones de posibles conflictos de intereses del Primer Ministro Luís Montenegro. El caso involucra a la empresa Spinumviva, una consultora propiedad de la familia de Montenegro, y los contratos que habría mantenido con la operadora de casinos Solverde, que opera bajo concesión del Estado portugués.
La polémica provocó la caída del XXIV Gobierno Constitucional en marzo de 2025, tras el rechazo de una moción de confianza en la Asamblea de la República de Portugal.

## Contexto
El 15 de febrero de 2025, el periódico Correio da Manhã informaba de que la familia del Primer Ministro, Luís Montenegro, era propietaria de la empresa de consultoría de negocios y gestión, Spinumviva, dedicada a la compraventa de inmuebles. La investigación planteaba que Montenegro podría ser beneficiario de los rendimientos de la empresa, y además sugería un posible conflicto de intereses, ya que podría haberse beneficiado de la modificación a la ley del suelo aprobada por el Gobierno. Montenegro confirmó la existencia de la empresa, pero negó cualquier conflicto de intereses, ya que había vendido su participación mayoritaria a su esposa, Carla Montenegro, y a sus hijos cuando asumió la presidencia del Partido Social Demócrata en 2022, antes de ser elegido primer ministro. El partido Chega de André Ventura criticó la falta de explicaciones por parte de Montenegro y presentó una moción de censura en la Asamblea de la República, que fue rechazada.
Según Correio da Manhã, la venta podría considerarse nula en virtud del artículo del Código Civil que prohíbe la venta de acciones entre cónyuges que tengan bienes gananciales, como es el caso del primer ministro y su esposa, ya que Spinumviva fue creada después del matrimonio. Este hecho levantó más cuestiones sobre posibles conflictos de intereses, y Montenegro se vio presionado a revelar la lista de clientes de la empresa, pero rechazó hacerlo. 
Dos semanas después, el 28 de febrero, el semanario Expresso publicó que Spinumviva recibía una comisión mensual de 4.500 euros de uno de sus principales clientes, Solverde, una empresa que gestiona casinos; Los pagos habrían comenzado en 2021, mantaniéndose hasta esa fecha, con Montenegro ya como jefe de Gobierno. Tras esta investigación, Spinumviva publicó la lista de clientes, actividades y empleados. Los partidos de oposición exigieron explicaciones y Chega pidió la dimisión del primer ministro. Ese mismo día, Luís Montenegro anunció una reunión de emergencia del Consejo de Ministros para «analizar su situación política y personal», tras lo cual anunció que presentaría una moción de confianza a la Asamblea de la República en el caso de que la oposición no «validase» su gobierno. Tras estas declaraciones, el Partido Comunista Portugués anunció que presentaría una moción de censura contra el gobierno, pero el Partido Socialista, que lidera la oposición, se posicionó en contra de la moción. Unos días después, el Ministerio Público de Portugal anunció que estaba analizando una denuncia anónima contra Montenegro y la empresa familiar  y el Partido Socialista pidió una comisión parlamentaria de investigación sobre el caso. El 5 de marzo, la moción de censura del Partido Comunista Portugués fue rechazada con 88 votos en contra, 14 a favor y 126 abstenciones, pero Luís Montenegro anunció que el gobierno sometería una moción de confianza a votación en el Parlamento,  que estaba prevista para el 11 de marzo.

#### Caída del gobierno
El 11 de marzo de 2025, el gobierno de Montenegro fue destituido tras ser rechazada en la Asamblea de la República de Portugal la moción de confianza que presentó, con 137 votos en contra y 87 a favor. El debate sobre la moción de confianza estuvo marcado por fuertes intercambios de acusaciones e intentos de imputación entre el Gobierno y la oposición, especialmente con el PS, tras varias negativas durante el debate de las propuestas gubernamentales de retirar la moción de confianza y convocar una Comisión Parlamentaria de Investigación (CPI) de 15 días de duración o, tras una interrupción de una hora de los trabajos, una nueva propuesta de CPI de hasta 80 días de duración. El PS mantuvo la exigencia de un IPC con duración de 90 días, prorrogables por periodos iguales, por lo que el Gobierno mantuvo la moción de confianza.
Al día siguiente de la votación, el Presidente de la República, Marcelo Rebelo de Sousa llamó a consulta a los líderes de los partidos políticos en el Palacio de Belém y, el 13 de marzo, convocó al Consejo de Estado. Ese mismo día, en una declaración al país, el Presidente de la República anunció formalmente su decisión de disolver la Asamblea de la República, poniendo fin a la XVI Legislatura, y convocar a elecciones legislativas anticipadas para el 18 de mayo. 